# 김종혁 (축구 심판)
김종혁(1983년 3월 31일 ~ )은 대한민국의 대표 국제 심판이다. 본래는 전남 드래곤즈의 유스팀인 광양제철고등학교 축구부에서 스트라이커로 활약하면서 대표팀 상비군까지 뽑혔었지만 2학년 때의 부상으로 선수 생활을 정리하고 기영욱 심판의 권유로 축구 심판으로 길을 가게 된다.

## 심판 경력

### AFC 아시안컵
2015년 AFC 아시안컵
- 2015년 1월 11일:  아랍에미리트 -  카타르 (조별 리그)
- 2015년 1월 16일:  팔레스타인 -  요르단 (조별 리그)
- 2015년 1월 22일:  중화인민공화국 -  오스트레일리아 (8강전)

## 참고 자료
- K리그 1 심판 탐구 15. 김종혁 심판